# Rauendahl
Rauendahl ist ein nördlicher, rechtsseitig der Ruhr gelegener Ortsteil des Stadtteils Winz-Baak von Hattingen im Ennepe-Ruhr-Kreis.

## Lage
Der Stadtteil liegt nordöstlich von Baak und südöstlich von Bochum-Linden östlich der Wuppertaler Straße. Er wird durch die Rauendahlstraße erschlossen. Auf der gegenüberliegenden Seite der Ruhr befindet sich das Gewerbegebiet auf dem Gelände der ehemaligen Henrichshütte. Rauendahl gehört zum amtlichen Hattinger Stadtteil Winz-Baak. 

## Geschichte

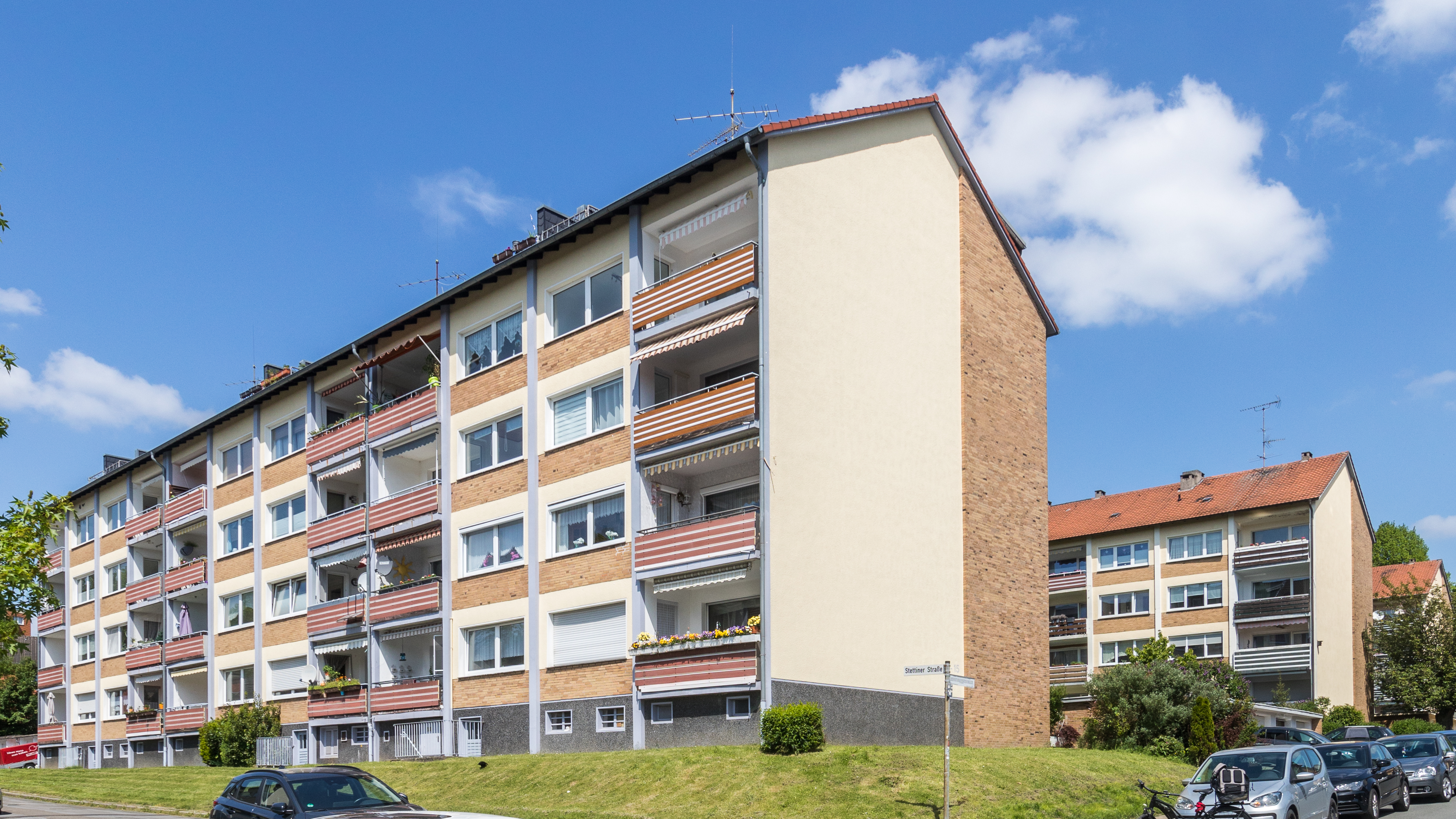
Siedlungsbauten in Rauendahl

Vor langer Zeit soll auf den Ruhrwiesen die Burg Rauendahl gestanden haben. In den Anfängen des Ruhrbergbaus ließ man hier den Rauendahler Schiebeweg verlegen, um die geförderte Kohle zur 1781 errichteten Rauendahler Kohlenniederlage an der Ruhr zu schaffen.
Eine Volksschule wurde 1925 geschlossen.
Ein großer Teil des Wohnungsbestands zählt zur Hattinger Wohnstätten (HWG), die hier in den 1950er Jahren baute. Bis 2004 wurden insgesamt 870 Wohnungen modernisiert. 
Der Sportplatz an der Munscheidstraße wurde in den 1960er Jahren errichtet.

## Infrastruktur
Zur Infrastruktur zählen ein Supermarkt (Aldi Nord), der Kinder- und Jugendtreff Rauendahl, ein Hallenbad und das Stadtarchiv Hattingen. Der Sportplatz soll anstatt des Asche- einen Kunstrasenbelag erhalten.